# Weißenbach (Gemeinde Gastern)
Weißenbach ist eine Ortschaft und eine Katastralgemeinde der Marktgemeinde Gastern im Bezirk Waidhofen an der Thaya in Niederösterreich.

## Geografie
Das Dorf liegt nordwestlich von Waidhofen an der Thaya am Altbach, einem Zubringer zum Reutbach und wird von der Thayatal Straße erschlossen.

## Geschichte
Der ehemalige Längsangerdorf wurde 1112 erstmals urkundlich genannt. Der Ort wird in der um 1290 verfassten Prima Fundacio des Stiftes St. Georgen an der Traisen genannt, was auf die Grundherrschaft des Klosters hindeutet. In der ersten Hälfte des 12. Jahrhunderts entstand auf einer erhöhten Terrasse am nördlichen Ortsausgang ein Ansitz und 1142 scheint ein Hetel von Wizenbach urkundlich auf. Im Jahr 1344 wurde der Ort von den Puchheimern erworben, zwischen 1521 und 1622 waren der Ort in der Herrschaft der Peuger und von 1628 bis 1706 sind die Truckmiller nachweisbar. Die Zusammenlegung mit der Herrschaft Heidenreichstein im Jahr 1740 führte schließlich zur Aufgabe des Schlosses, von dem heute nurmehr geringe Mauerreste erhalten sind.
Laut Adressbuch von Österreich waren im Jahr 1938 in Weißenbach zwei Gastwirte, ein Gemischtwarenhändler, ein Müller, ein Schmied, ein Schneider und eine Schneiderin, zwei Schuster, ein Tischler und ein Weber ansässig. Außerhalb es Ortes gab es zwei Ziegeleien.

## Verbauung
Der Anger wurde im 19. Jahrhundert verbaut. Es gibt Dreiseit- und Vierseithöfe.

## Kultur und Sehenswürdigkeiten
- Ruine Weißenbach

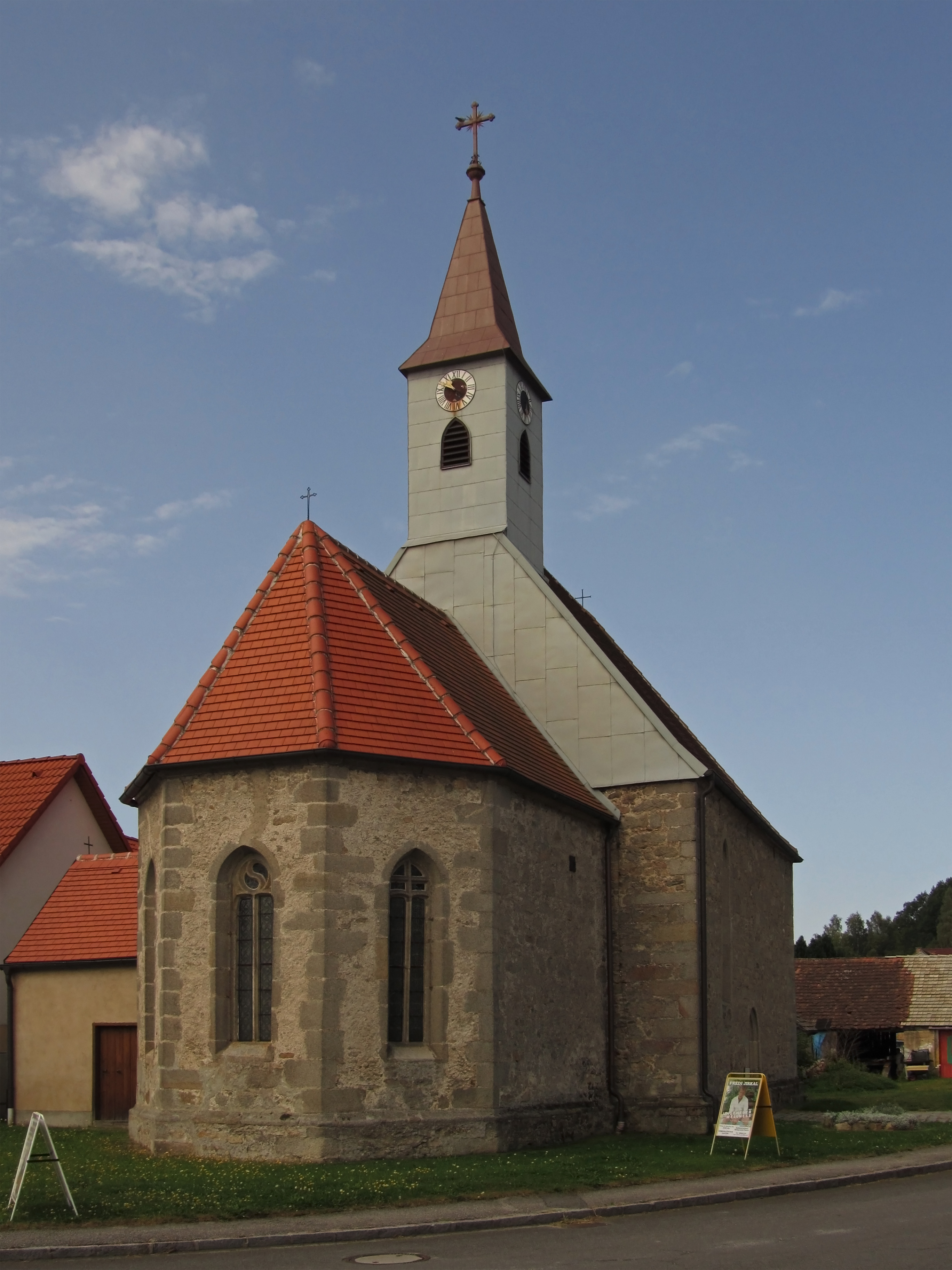
Filialkirche Weißenbach

- Katholische Filialkirche Weißenbach hl. Andreas
- Tabernakelpfeiler südlich des Ortes
- Steinhochkreuz am nördlichen Ortsausgang

## Persönlichkeiten
- Paulus Winkelbauer (1932–2008), Geistlicher und Abt des Zisterzienserstiftes Zwettl